# Dipoena appalachia
Dipoena appalachia là một loài nhện trong họ Theridiidae.
Loài này thuộc chi Dipoena. Dipoena appalachia được Herbert Walter Levi miêu tả năm 1953.